# Algar do Carvão
L'Algar do Carvão è una cavità sotterranea di origine vulcanica di interesse speleologico e turistico, situata sull'isola di Terceira, nell'arcipelago portoghese delle Azzorre.

## Storia
Esplorata per la prima volta il 26 gennaio 1893, questa grotta vulcanica era in realtà già da tempo conosciuta, ma la sua profondità e la scarsa illuminazione avevano scoraggiato fino a quel momento gli speleologi. I primi a entrarvi, utilizzando una semplice corda, furono Cândido Corvelo e Luis Sequeira.
La seconda esplorazione avvenne nel 1934, ad opera di Didier Couto, che realizzò la prima mappa dell'interno, di fatto un semplice disegno a mano che si rivelò comunque abbastanza accurato.
Con l'avvento di sistemi di illuminazione portatili divenne possibile scendere nella parte più profonda della grotta, che venne aperta al pubblico verso la fine del XX° secolo.

## Nome
La parola portoghese algar indica una cavità naturale che, a differenza di molte grotte e caverne, si sviluppa maggiormente in verticale che in orizzontale, come un pozzo. Il termine deriva dalla parola araba al-Gar che significa "piega", mentre carvão significa "carbone" in Portoghese. In questa grotta, in realtà, non sono presenti giacimenti di carbone, per cui la parola va intesa più con il significato di "annerito", "fuligginoso", in riferimento al colorito scuro delle rocce interne alla grotta.

## Geografia
Terceira ospita quattro grandi vulcani (Pico Alto, Santa Bárbara, Guilherme Moniz e Cinco Picos) raggruppati lungo una fessura basaltica che attraversa l'isola da nordovest a sudest. L'Algar do Carvão è direttamente associato alla caldera del vulcano Guilherme Moniz, ma è parte del complesso che coinvolge anche Santa Bárbara ad ovest e Pico Alto a nord.
Per via delle sue caratteristiche vulcanologiche peculiari, l'area di oltre 40 ettari in cui si trova la grotta è classificata come Monumento Natural Regional (in Italiano, "Monumento Naturale Regionale"). La bocca di questo algar consiste in un passaggio verticale di 45 metri fino all'interno, per raggiungere una rampa di detriti e sassi. Da qui il terreno si inclina fino alle acque di una piscina naturale interna, a circa 90 metri dalla superficie. La piscina è alimentata dall'acqua piovana e può raggiungere una profondità di 15 metri o estinguersi, a seconda della stagione e della quantità di pioggia caduta.

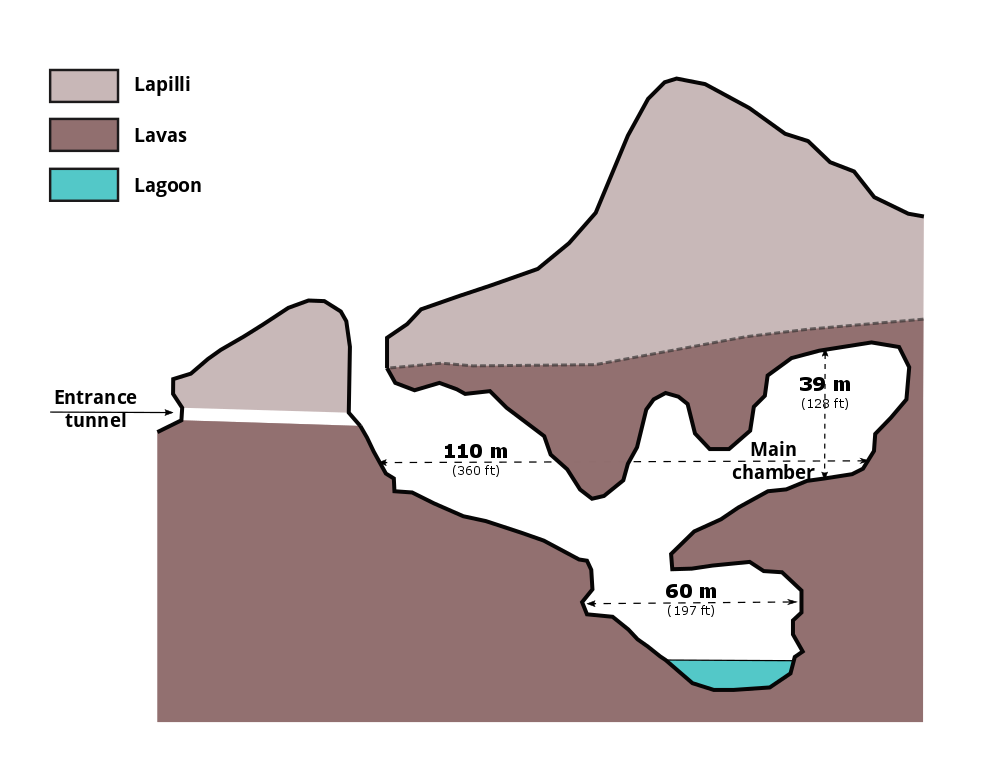
Sezione della grotta.

## Biosfera
L'Algar do Carvão è popolato da una ricca vegetazione che ne tappezza la bocca e la struttura conica interna. Inoltre la grotta è popolata da molte specie invertebrate tra cui ragni, troglobi e collemboli. Infine c'è una ricca presenza di muschi come la Alophosia azorica e la Calypogeia azorica.